# Cardioglossa
Cardioglossa is een geslacht van kikkers uit de familie Arthroleptidae (vroeger: echte kikkers).
De mannetjes hebben steeds een sterk verlengde derde vinger, wat ook bij soorten uit het geslacht Arthroleptis voorkomt. Het geslacht is vernoemd naar de hartvormige tong van de soorten (Oudgrieks: καρδία, kardia = hart en γλώσσα glōssa = tong).
Er zijn negentien verschillende soorten, waarvan er twee pas in 2015 wetenschappelijk zijn beschreven zodat de literatuur vaak niet alle erkende soorten vermeld. Vroeger werd ook de soort Arthroleptis aureoli tot het geslacht Cardioglossa gerekend, maar deze soort is bij de groep Arthroleptis ingedeeld. Alle soorten leven in bossen in westelijk en centraal Afrika.

## Soorten
Geslacht Cardioglossa
- Soort Cardioglossa alsco Herrmann, Herrmann, Schmitz & Böhme, 2004
- Soort Cardioglossa annulata Hirschfeld, Blackburn, Burger, Zassi-Boulou & Rödel, 2015
- Soort Cardioglossa congolia Hirschfeld, Blackburn, Greenbauma & Rödel, 2015
- Soort Cardioglossa cyaneospila Laurent, 1950
- Soort Cardioglossa dorsalis Peters, 1875
- Soort Cardioglossa elegans Boulenger, 1906
- Soort Cardioglossa escalerae Boulenger, 1903
- Soort Cardioglossa gracilis Boulenger, 1900
- Soort Cardioglossa gratiosa Amiet, 1972
- Soort Cardioglossa inornata Laurent, 1952
- Soort Cardioglossa leucomystax (Boulenger, 1903)
- Soort Cardioglossa melanogaster Amiet, 1972
- Soort Cardioglossa nigromaculata Nieden, 1908
- Soort Cardioglossa occidentalis Blackburn, Kosuch, Schmitz, Burger, Wagner, Gonwouo, Hillers & Rödel, 2008
- Soort Cardioglossa oreas Amiet, 1972
- Soort Cardioglossa pulchra Schiøtz, 1963
- Soort Cardioglossa schioetzi Amiet, 1982
- Soort Cardioglossa trifasciata Amiet, 1972
- Soort Cardioglossa venusta Amiet, 1972.